# 黑髮町站
黑髮町站（日语：／ Kurokami-machi eki */?）是位於熊本縣熊本市中央區坪井六丁目，熊本電氣鐵道的藤崎線車站。車站編號為KD07。為同線唯一中途車站。

## 歷史
- 1951年（昭和26年）10月25日：車站啟用。
- 2015年（平成27年）4月1日：此站可以使用交通系IC卡「熊本地域振興IC卡（日语：熊本地域振興ICカード）（熊本熊之IC CARD）」[1]。
- 2017年（平成29年）
  - 2月22日：此站至藤崎宮前之間發生出軌事故。
  - 2月23日：此站至藤崎宮前之間暫停服務，此站成為暫時終點站[2]
  - 3月7日：首班車起全線重開[3]。
- 2019年（平成31年）
  - 1月9日：此站至藤崎宮前之間再次發生列車出軌。藤崎宮前站至御代志站之間整日暫停服務[4]。
  - 1月11日：此站至藤崎宮前之間列車繼續暫停，此站成為暫時終點站，此站至御代志之間重開[5]。
  - 2月3日：全線重開[6]。
- 2019年（令和元年）10月1日：此站引入車站編號[7]。

## 車站構造

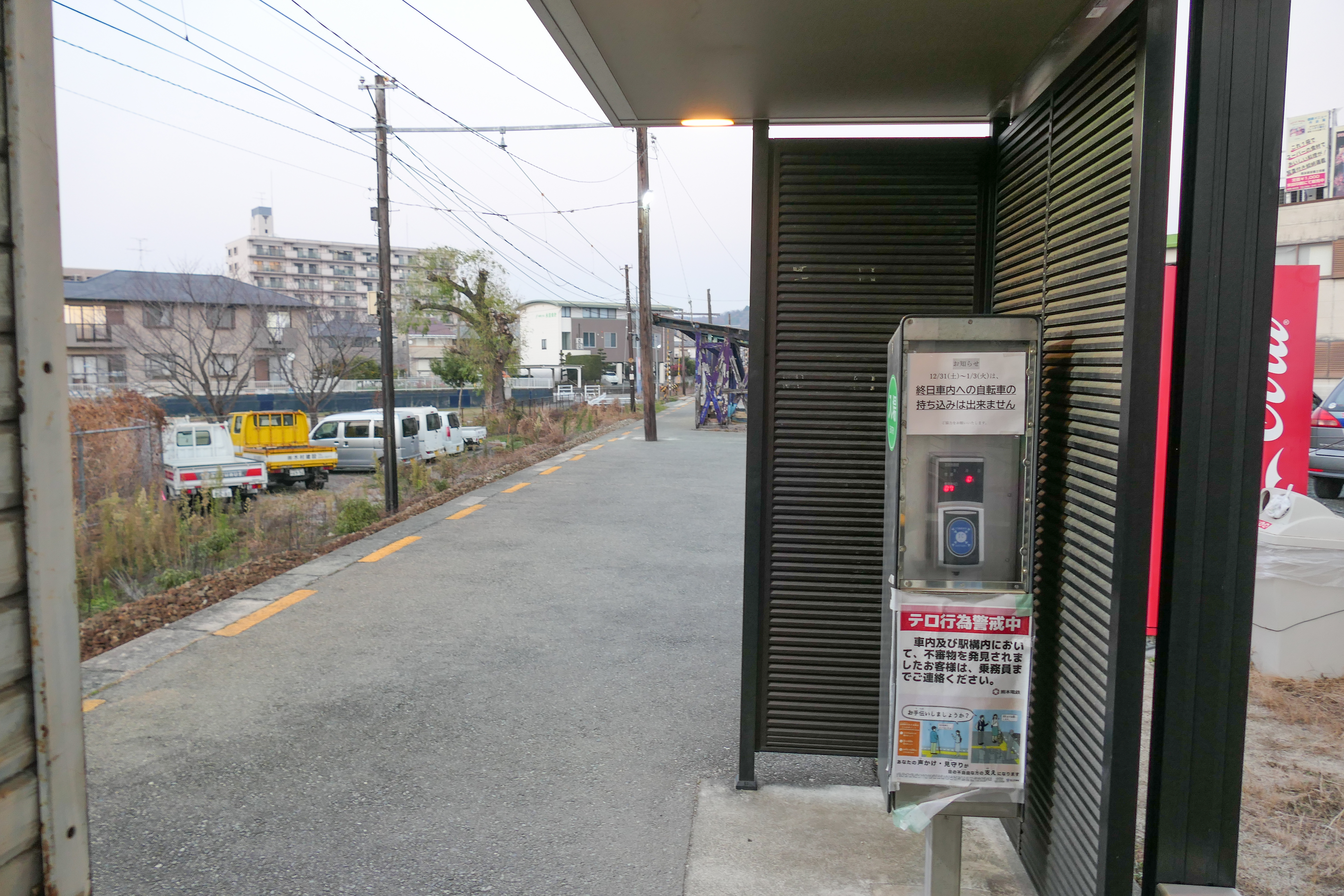
閘口（2022年1月）

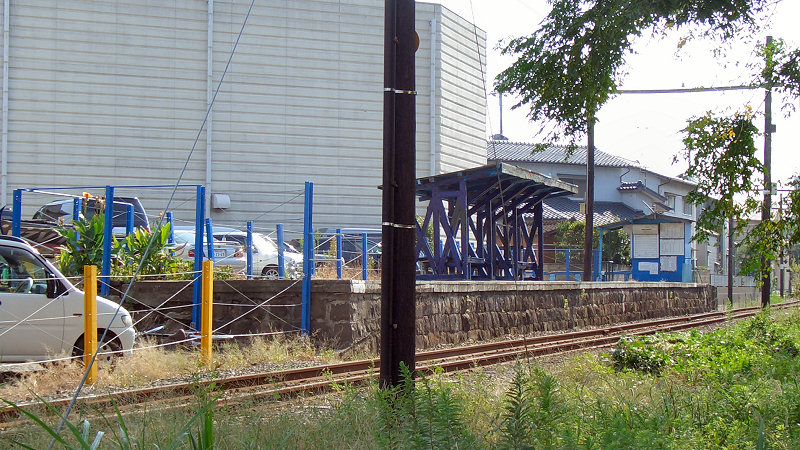
月台（2006年9月24日）

車站是一座地面車站，設有1面1線的單式月台。車站附近較多高校，於早上和黃昏會有許多上學客使用此站，於平日早上會有來自北熊本站的車站職員前往此站當值。在平日早上後、星期六、日、暑假等學校假期全日為無人車站
- 營業時間[1]
  - 平日上學日 7:30 - 8:40
  - 其他時間（包括學校假期） 休息

月台入口中設有IC卡讀卡機（只限入閘）。

## 使用狀況
| 年度   | 1日平均 乘車人次 | 1日平均 上下車人次 |
| ------ | ---------------- | ------------------ |
| 2012年 |                  | 614                |
| 2013年 |                  | 667                |
| 2014年 | 337              | 697                |
| 2015年 |                  | 758                |
| 2016年 |                  | 808                |
| 2017年 |                  | 674                |
| 2018年 |                  | 589                |

## 車站周邊

### 道路
- 國道3號

### 教育設施
- 熊本縣立濟濟黌高等學校（日语：熊本県立済々黌高等学校）
- 熊本市立黑髮小學（日语：熊本市立黒髪小学校）
- 熊本市立必由館高等學校（日语：熊本市立必由館高等学校）
- 熊本市立龍南中學（日语：熊本市立竜南中学校）
- 九州路德會學院大學（日语：九州ルーテル学院大学）
- 路德會學院中學·高等學校（日语：ルーテル学院中学校・高等学校）
- 第一幼稚園

### 公共設施
- 熊本市勤勞者福祉中心、Sunlife熊本
- 熊本市男女共同參劃中心、Hamonii

### 商業設施
- 肯塔基清水繞道店
- NAFCO（日语：ナフコ (ホームセンター)）黑髮店

### 其他
- 採釣園

## 巴士路線
市立必由館高校前 - 國道3號
- 電鐵巴士（北1、2、3系統）

濟濟黌校前 - 國道3號東邊約400米處
- 電鐵巴士（北4、5、9系統）

## 相鄰車站
熊本電氣鐵道
■藤崎線
藤崎宮前（KD06）－黑髮町（KD07）－北熊本（KD08）

## 注腳
1. 1 2 3 4  電鉄電車（菊電）でのご利用 （页面存档备份，存于）（日語）（熊本熊之IC CARD）
2. ↑  電車運休について （页面存档备份，存于）（日語） - 熊本電氣鐵道
3. ↑  列車の運行再開について （页面存档备份，存于）（日語） - 熊本電氣鐵道
4. ↑  ２年前と同じ区間で…熊本電鉄が脱線　復旧メド立たず （页面存档备份，存于）（日語） - 朝日新聞數碼，2019年1月9日
5. ↑  脱線事故の熊本電鉄は大半が再開…藤崎宮前-黒髪町間の事故区間は運休が続く （页面存档备份，存于）（日語） - Response，2019年1月11日
6. ↑  列車の運行再開について （页面存档备份，存于）（日語） - 熊本電氣鐵道，2019年2月2日
7. ↑  電車 「駅ナンバリング」導入のお知らせ （页面存档备份，存于）（日語） - 熊本電氣鐵道，2019年8月15日，同日參閲。
8. ↑  黒髪町駅の情報・乗り換え案内・周辺マップ （页面存档备份，存于）（日語）（熊本電氣鐵道官方網站）
9. ↑  公共交通の現状等、52頁 （页面存档备份，存于）（日語） ，2018年12月10日參閲
10. ↑  国土数値情報　駅別乗降客数データ  （页面存档备份，存于）（日語） - 國土交通省，2020年9月19日參閲

## 外部連結
- 黑髪町站 （页面存档备份，存于）（日語）（路線圖、車站情報） - 熊本電氣鐵道